# Michael Jackson’s Journey from Motown to Off the Wall
Michael Jackson’s Journey from Motown to Off the Wall ist ein Dokumentarfilm des Regisseurs Spike Lee aus dem Jahr 2016, der Michael Jacksons Aufstieg von seinen Jahren beim Label Motown mit den Jackson Five, seinen Wechsel zu CBS, seine Partnerschaft mit Produzent Quincy Jones und die Aufnahme seines wegweisenden Soloalbums Off the Wall zeigt. Die verschiedenen Lebensstationen Jacksons werden in Episoden erzählt, wobei die Episoden 7. bis 16. Hintergründe zu den Songs aus Off the Wall liefern.
Lee verarbeitet in seiner Dokumentation Material aus Jacksons persönlichen Archiven sowie Interviews mit Musikern und Familienmitgliedern. Interviewt werden unter anderem Stevie Wonder, John Leguizamo, Lee Daniels, The Weeknd, Pharrell Williams, Misty Copeland, Kobe Bryant, Mark Ronson, John Legend, Questlove, L.A. Reid sowie Katherine, Joe, Marlon und Jackie Jackson.
Es ist nach Bad 25 aus dem Jahr 2012 Lees zweiter Dokumentarfilm über Michael Jackson. Der Film wurde am 24. Januar 2016 auf dem Sundance Film Festival 2016 uraufgeführt. Zusammen mit einer Neuauflage des Albums Off the Wall wurde er am 26. Februar 2016 veröffentlicht.

## Episoden
1. The Jackson Five
2. The J5 transforms into The Jacksons
3. It was Destiny
4. Gotta Dance
5. The Wiz
6. Michael takes Charge as a Solo Artist
7. Don’t Stop ’Til You Get Enough
8. Rock with You
9. Working Day and Night
10. Get On The Floor
11. Off the Wall
12. Girlfriend
13. She’s Out of My Life
14. I Can't Help It
15. It's the Falling In Love
16. Burn This Disco Out
17. Impact and Legacy of O.T.W.